# Przemysław Kaźmierczak
Przemysław Kaźmierczak (Łęczyca, 5 maggio 1982) è un ex calciatore polacco, di ruolo centrocampista.

## Carriera

### Club
Il 14 luglio 2009, il Vitória Setúbal lo acquista per 600.000 euro, l'anno successivo va allo Sląsk Wrocław.

## Statistiche

### Cronologia presenze e reti in Nazionale
| Cronologia completa delle presenze e delle reti in nazionale ― Polonia | Cronologia completa delle presenze e delle reti in nazionale ― Polonia | Cronologia completa delle presenze e delle reti in nazionale ― Polonia | Cronologia completa delle presenze e delle reti in nazionale ― Polonia | Cronologia completa delle presenze e delle reti in nazionale ― Polonia | Cronologia completa delle presenze e delle reti in nazionale ― Polonia | Cronologia completa delle presenze e delle reti in nazionale ― Polonia | Cronologia completa delle presenze e delle reti in nazionale ― Polonia |
| Data                                                                   | Città                                                                  | In casa                                                                | Risultato                                                              | Ospiti                                                                 | Competizione                                                           | Reti                                                                   | Note                                                                   |
| ---------------------------------------------------------------------- | ---------------------------------------------------------------------- | ---------------------------------------------------------------------- | ---------------------------------------------------------------------- | ---------------------------------------------------------------------- | ---------------------------------------------------------------------- | ---------------------------------------------------------------------- | ---------------------------------------------------------------------- |
| 27-4-2005                                                              | Chicago                                                                | Messico                                                                | 1 – 1                                                                  | Polonia                                                                | Amichevole                                                             | -                                                                      | 46’                                                                    |
| 7-10-2005                                                              | Varsavia                                                               | Polonia                                                                | 3 – 2                                                                  | Islanda                                                                | Amichevole                                                             | -                                                                      | 46’                                                                    |
| 16-11-2005                                                             | Ostrowiec Świętokrzyski                                                | Polonia                                                                | 3 – 1                                                                  | Estonia                                                                | Amichevole                                                             | -                                                                      | 73’                                                                    |
| 7-10-2006                                                              | Almaty                                                                 | Kazakistan                                                             | 0 – 1                                                                  | Polonia                                                                | Qual. Euro 2008                                                        | -                                                                      | 30’                                                                    |
| 15-11-2006                                                             | Bruxelles                                                              | Belgio                                                                 | 0 – 1                                                                  | Polonia                                                                | Qual. Euro 2008                                                        | -                                                                      | 89’                                                                    |
| 7-2-2007                                                               | Jerez de la Frontera                                                   | Polonia                                                                | 2 – 2                                                                  | Slovacchia                                                             | Amichevole                                                             | -                                                                      |                                                                        |
| 24-3-2007                                                              | Varsavia                                                               | Polonia                                                                | 5 – 0                                                                  | Azerbaigian                                                            | Qual. Euro 2008                                                        | 1                                                                      | 68’                                                                    |
| 28-3-2007                                                              | Kielce                                                                 | Polonia                                                                | 1 – 0                                                                  | Armenia                                                                | Qual. Euro 2008                                                        | -                                                                      | 61’                                                                    |
| 17-10-2007                                                             | Łódź                                                                   | Polonia                                                                | 0 – 1                                                                  | Ungheria                                                               | Amichevole                                                             | -                                                                      | 46’                                                                    |
| 14-12-2012                                                             | Adalia                                                                 | Macedonia                                                              | 1 – 4                                                                  | Polonia                                                                | Amichevole                                                             | -                                                                      |                                                                        |
| 14-8-2013                                                              | Danzica                                                                | Polonia                                                                | 3 – 2                                                                  | Danimarca                                                              | Amichevole                                                             | -                                                                      | 46’                                                                    |
| Totale                                                                 |                                                                        | Presenze                                                               | 11                                                                     |                                                                        | Reti                                                                   | 1                                                                      |                                                                        |

| Cronologia completa delle presenze e delle reti in nazionale (partite non ufficiali) ― Polonia | Cronologia completa delle presenze e delle reti in nazionale (partite non ufficiali) ― Polonia | Cronologia completa delle presenze e delle reti in nazionale (partite non ufficiali) ― Polonia | Cronologia completa delle presenze e delle reti in nazionale (partite non ufficiali) ― Polonia | Cronologia completa delle presenze e delle reti in nazionale (partite non ufficiali) ― Polonia | Cronologia completa delle presenze e delle reti in nazionale (partite non ufficiali) ― Polonia | Cronologia completa delle presenze e delle reti in nazionale (partite non ufficiali) ― Polonia | Cronologia completa delle presenze e delle reti in nazionale (partite non ufficiali) ― Polonia |
| Data                                                                                           | Città                                                                                          | In casa                                                                                        | Risultato                                                                                      | Ospiti                                                                                         | Competizione                                                                                   | Reti                                                                                           | Note                                                                                           |
| ---------------------------------------------------------------------------------------------- | ---------------------------------------------------------------------------------------------- | ---------------------------------------------------------------------------------------------- | ---------------------------------------------------------------------------------------------- | ---------------------------------------------------------------------------------------------- | ---------------------------------------------------------------------------------------------- | ---------------------------------------------------------------------------------------------- | ---------------------------------------------------------------------------------------------- |
| 2-2-2013                                                                                       | Malaga                                                                                         | Romania                                                                                        | 1 – 4                                                                                          | Polonia                                                                                        | Amichevole                                                                                     | -                                                                                              |                                                                                                |
| Totale                                                                                         |                                                                                                | Presenze                                                                                       | 1                                                                                              |                                                                                                | Reti                                                                                           | 0                                                                                              |                                                                                                |

## Palmarès

### Club
- Campionato portoghese: 1

Porto: 2007-2008
- Campionato polacco: 1

Sląsk Wrocław: 2011-2012
- Supercoppa di Polonia: 1

Sląsk Wrocław: 2012